# Anaphes punctus
Anaphes punctus är en stekelart som först beskrevs av Shaw 1798.  Anaphes punctus ingår i släktet Anaphes och familjen dvärgsteklar. Inga underarter finns listade i Catalogue of Life.